# 福蔭長
福蔭長（？—？），榜名福興，字子申，焦氏，内务府蒙古正白旗人，清朝政治人物。进士出身。
乾隆丙午举人，癸丑貢士， 乙卯进士。嘉庆十二年四月，擔任清朝廣東省潮州府豐順縣知縣。后由鄭沼曾接任。
表弟廷瑸，嘉庆丁卯举人。